# Dinastia farnabázida
Farnabázida, farnavázida ou parnavázida (em georgiano: ფარნავაზიანი; romaniz.: parnavaziani) é o nome da primeira dinastia dos reis (mefes) do Reino da Ibéria preservada pelas Crônicas Georgianas. Seu governo durou, com intervalos, do século III a.C. ao II d.C.. A linha masculina principal foi extinta logo no início e seguida por casas relacionadas a ela na linha feminina. No final do século II, o domínio farnabázida chegou ao fim e a dinastia arsácida assumiu a coroa da Ibéria.

## História

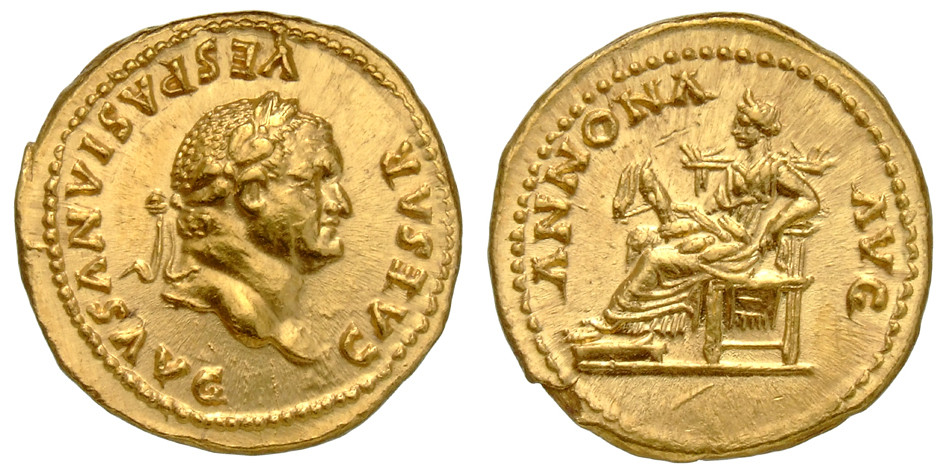
Áureo de Vespasiano r.

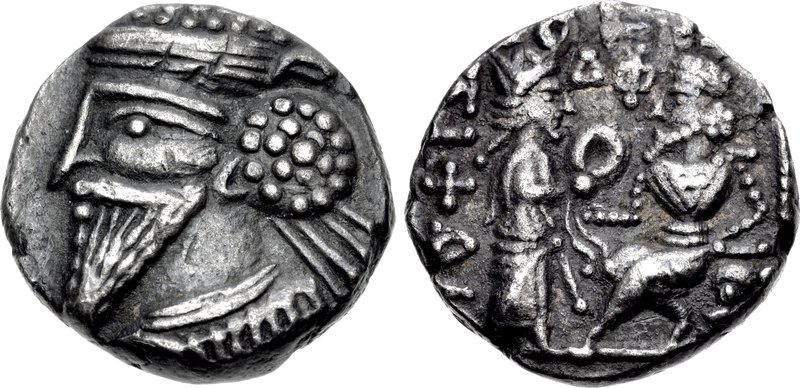
Tetradracma de, que reinou na Armênia como Vologases II

De acordo com a crônica georgiana medieval mais antiga, A Vida dos Reis Georgianos, a dinastia descendia de Farnabazo I, o fundador do Reino da Ibéria, que destituiu Azão, um governante supostamente deixado por Alexandre, o Grande, para governar o país. Farnabazo, cuja história está saturada de imagens e símbolos lendários, não é atestada diretamente em fontes não georgianas e não há indicação contemporânea definitiva de que foi o primeiro dos reis georgianos. No entanto, o designativo dinástico Parnavaziani ("de/de/nomeado para Farnabazo"), que as primeiras histórias armênias (cf. Fausto, o Bizantino, V.15) preservaram como Parnavaziano (em armênio: Պ՚առնաւազեան; romaniz.: P'arnawazyan; junção de Parnavaz + sufixo patronímico -yan) é um reconhecimento de que um rei chamado Farnabazo foi considerado o fundador de uma dinastia georgiana. Parece mais viável que, à medida que a memória dos fatos históricos se desvaneceu, o verdadeiro Farnabazo "acumulou uma fachada lendária" e emergiu como o modelo de monarca pré-cristão nos anais georgianos.
Embora a expedição de Alexandre às terras georgianas seja inteiramente fictícia, as evidências georgianas e clássicas sugerem que os reis da Ibéria cultivaram relações estreitas com o Império Selêucida, um sucessor helenístico do império de curta duração de Alexandre centrado na Síria, e às vezes reconheceram sua suserania, provavelmente ajudando, como o professor Cyril Toumanoff deu a entender, os seus senhores feudais a controlar a dinastia orôntida da vizinha Armênia. Toumanoff supõe que Farnabazo tenha governado de 299 a 234 a.C.. Seu filho, Sauromaces I (r. 234–159 a.C.), teria morrido sem um herdeiro homem, e a dinastia sobreviveu na linha feminina através do casamento da filha de Sauromaces com Meribanes I (r. 159–109 a.C.), dos ninródidas. Os ninródidas, em georgiano Nebrotiani (ნებროთიანი), que significa a "raça de Ninrode", não é um nome dinástico, mas o termo aplicado pelos analistas georgianos medievais aos antigos iranianos. Consequentemente, a dinastia, embora apenas de linha feminina, continua a ser chamada pelas crônicas como Parnavaziani.
A dinastia, na pessoa do filho de Meribanes, Farnajom (r. 109–90 a.C.), foi destituída da coroa por um ramo dos artaxíadas armênios, cuja ascendência na Ibéria durou de 90 a 30 a.C., quando os farnabázidas conseguiram retomar o trono. Naquela época, o sul do Cáucaso estava sob a hegemonia romana. No entanto, a Ibéria conseguiu separar-se do domínio romano na última década do século I a.C. e emergiu como um estado mais poderoso no século I d.C.. Farasmanes I (r. 1–58) interferiu energicamente nos assuntos da Armênia, que era então motivo de contenda entre o Império Romano e o Império Arsácida, e instalou seu irmão, Mitrídates I (r. 35–51), no trono da Armênia. Em 51, porém, Farasmanes instigou seu filho, Radamisto, a remover Mitrídates e ocupar o trono, apenas para ser expulso de seu reino em 55. O sucessor de Farasmanes, Mitrídates I (r. 58–106) forjou uma aliança com o Império Romano para defender as fronteiras ibéricas dos alanos, nômades do norte. A estela de Vespasiano, descoberta na capital Misqueta, cita Mitrídates como "o amigo dos césares" e o rei "dos ibéricos amantes dos romanos". Em 75, o imperador Vespasiano (r. 69–79) ajudou o rei da Ibéria a fortificar a acrópole de Armazi.
Depois que os descendentes dos arsácidas partas consolidaram seu domínio sobre a Armênia no século II, seu ramo substituiu os farnabázidas na Ibéria. Segundo as crônicas georgianas, isso aconteceu quando os nobres organizaram uma revolta contra Amazaspo II (r. 185–189) com a ajuda do rei da Armênia, quiçá Vologases II (r. 180–191), que alegadamente foi casado com a irmã de Amazaspo, e depuseram e mataram seu monarca. Vologases instalou seu filho e sobrinho de Amazaspo, Reve I (r. 189–216), inaugurando a dinastia arsácida local.